# Dream Evil
Dream Evil es un grupo de heavy metal sueco formado en el año 1999.

## Biografía
Fredrik Nordström llevaba tiempo queriendo crear un grupo de Heavy metal, pero no había encontrado a nadie con afinidad musical. Pero mientras estaba de vacaciones en las islas griegas, en 1999, conoció al joven guitarrista Gus G. (de Firewind). Ambos músicos congeniaron muy bien, pese a haber una diferencia de edad de 10 años entre ellos. Así, empezaron a hacer planes para un grupo (Gus ya había pensado en mudarse a Gotemburgo), y tras su llegada localizó a Fredrik para empezar a componer.
Snowy Shaw (de King Diamond, Mercyful Fate y Notre Dame) fue la primera persona a la que ofrecieron unirse, pero el batería rechazó en primero momento la invitación. Más tarde cambiaría de opinión y aceptaría tocar en el disco de debut del grupo.
El vocalista Niklas Isfeldt había participado en algunas canciones de Hammerfall producidas por Nordström, y dado que no estaba implicado en ningún proyecto por esa época, aceptó formar parte del grupo. Además, trajo consigo a su amigo Peter Stålfors, bajista.
Hasta el día de las primeras fotos promocionales, el grupo nunca había estado junto en el mismo lugar. De hecho, algunos miembros no se conocían entre sí. 
El grupo pronto firmó un contrato con Century Media Records, y pretendían llamarse Dragonslayer dada la ambientación medieval y fantástica de los temas escritos por Gus and Nordström. Pero la compañía no encontró el nombre lo suficientemente original, así que lo cambiaron a Dream Evil, inspirados por el álbum de Dio.
El primer álbum, Dragonslayer, salió en 2002, y recibió críticas bastante buenas. De hecho, llegó al n.º 1 en las listas de álbumes extranjeros en Japón. A partir de ahí llegaron varias actuaciones en festivales y una gira como teloneros de Blind Guardian.
Los miembros del grupo se dieron cuenta de que se llevaban bien, a pesar de la azarosa manera en que se había formado, así que Snowy Shaw se unió permanentemente al grupo, y Dream Evil comenzó su primera gira por Japón. Durante su estancia en Japón, fueron invitados por Hammerfall para actuar de teloneros en su gira de 2003. Century Media consideró que sería buena idea tener preparado un disco nuevo para entonces.
Con poco tiempo disponible, comenzaron a bosquejar las primeras canciones durante el vuelo de vuelta, y el día de llegada entraron en estudio para empezar a grabar. Les llevó dos semanas grabar Evilized, con la mayoría de las canciones grabadas tal cual escritas. Fue publicado el 20 de enero, y una semana más tarde Dream Evil partió de gira con Hammerfall y los menos conocidos Masterplan.
Para su tercer álbum, la banda se lo tomó con más calma; The Book of Heavy Metal fue grabado en dos meses, y fue publicado en mayo de 2004.
El guitarrista Gus G. dejó el grupo avanzado 2004 para poder dedicar más tiempo a Firewind, y fue reemplazado por Markus Fristedt (Conocido como Mark Black). Niklas Isfeldt y Peter Stålfors se fueron en 2005, siendo reemplazados por Jake E. Berg (conocido como Jake Steel, de Dreamland) y Tommy Larsson, pero volvieron antes de que Dream Evil hiciera ningún directo ni grabación.
A comienzos de 2006, Snowy Shaw se fue de repente. Tras un período de silencio de varios meses, el grupo anunció que Pat Power (Patrik Jerksten), compañero de Fredrik Nordström en el Studio Fredman, lo reemplazaría. El primer disco con el nuevo line-up, United, fue publicado el 13 de octubre de 2006.

## Formación actual
- Niklas Isfeldt -Vocalista
- Mark Black -Guitarra solista Regresa en noviembre de 2013
- Fredrik Nordström - Guitarra rítmica y teclado
- Peter Stålfors - Bajista
- Pat Power - Batería

## Miembros anteriores
- Gus G. - Guitarra solista
- Snowy Shaw - Batería
- Jake E. Berg - Vocalista
- Tommy Larsson - Bajista
- Mark Black - Guitarra solista
- Álvaro Alemparte - Guitarra líder
- Tomás Godoy - Vocalista

Músicos de estudio:
- Magnus Olsfelt - Bajista
- Daniel Svensson - Batería

## Discografía
- Dragonslayer – (2002)
- Evilized – (2003)
- Children of the Night – (2003) (EP)
- The Book of Heavy Metal – (2004)
- United – (2006)
- Gold Medal In Metal – (2008) (compil)
- In The Night – (2010)
- Six (2017)
- Metal Gods (2024)